# Charles Albert Symroski
Charles Albert Symroski, ameriški jahač in general, * 16. september 1913, † 9. april 2001.
Symroski je bil jahač na poletnih olimpijskih igrah 1948.

## Življenjepis
Po končanju srednje šole leta 1930 je za eno leto študiral na Tehnološkem inštitutu Carnegie, kjer je bil tudi član ROTC, nato pa je naslednje leto pričel s študijem na West Pointu; šolanje je končal leta 1935 in postal častnik poljske artilerije. Takoj je postal član pentatlonske ekipe Kopenske vojske ZDA, nato pa je bil leta 1936 premeščen v 84. poljskoartilerijski polk. Dve leti je bil poveljnik baterije, nato pa je bil poslan na Poljskoartilerijsko šolo. Sprva je bil študent, nato pa inštuktor na Tečaju za baterijske poveljnike. Leta 1943 je postal poveljnik 99., nato pa 605. gorskega artilerijskega poka, nato pa je bil sredi istega leta premeščen v 16. oklepno divizijo, kjer je postal sprva poveljnik 397. oklepnega poljskoartilerijskega polka, nato pa 216. oklepnega inženirskega bataljona. Sredi leta 1944 je diplomiral na Poveljniškem in generalštabnem kolidžu Kopenske vojske ZDA on postal G-2 12. oklepne divizije. Pri tej diviziji je ostal vse do konca druge svetovno vojne. Po koncu vojne je ostal v Evropi kot pripadnik 36., nato pa 100. pehotne divizije. Poleti 1946 je bil premeščen v Olimpijsko konjeniško ekipi Kopenske vojske ZDA, s katero je predstavljal ZDA na različnih mednarodnih tekmovanjih po Evropi in svetu, vključno s poletnimi olimpijskimi igrami leta 1948 v Londonu.